# Liste der Baudenkmale in Menzendorf
In der Liste der Baudenkmale in Menzendorf sind alle denkmalgeschützten Bauten der mecklenburgischen Gemeinde Menzendorf und ihrer Ortsteile aufgelistet. Grundlage ist die Veröffentlichung der Denkmalliste des Kreises Nordwestmecklenburg mit dem Stand vom 16. September 2020. 

## Baudenkmale nach Ortsteilen

### Menzendorf
| ID  | Lage           | Bezeichnung   | Beschreibung | Bild |
| --- | -------------- | ------------- | ------------ | ---- |
| 932 |                | Kriegsdenkmal |              |      |
| 930 | Hauptstraße 12 | Hallenhaus    |              |      |
| 931 | Hauptstraße 9  | Hallenhaus    |              |      |

### Lübsee
| ID  | Lage                   | Bezeichnung             | Beschreibung | Bild           |
| --- | ---------------------- | ----------------------- | ------------ | -------------- |
| 889 | Dorfweg Lübsee (Karte) | Kirche                  |              | Weitere Bilder |
| 886 | Dorfweg Lübsee 2       | ehem. Schule m. Scheune |              |                |
| 887 | Dorfweg Lübsee 3       | Pfarrhaus               |              |                |
| 888 | Dorfweg Lübsee 4       | Küsterhaus m. Scheune   |              |                |

### Lübseerhagen
| ID  | Lage         | Bezeichnung | Beschreibung | Bild       |
| --- | ------------ | ----------- | ------------ | ---------- |
| 890 | Dorfstraße 5 | Hallenhaus  |              | Hallenhaus |

## Quelle
- Denkmalliste des Landkreises Nordwestmecklenburg (Stand: 9. November 2023; PDF, 1,2 MByte)